# Projeto Venona
O projeto Venona foi um programa de contra-inteligência dos Estados Unidos iniciado durante a Segunda Guerra Mundial pelo Serviço de Inteligência de Sinais do Exército dos Estados Unidos (mais tarde absorvido pela Agência de Segurança Nacional), que funcionou de 1º de fevereiro de 1943 a 1º de outubro de 1980. Destinava-se a descriptografar mensagens transmitidas pelas agências de inteligência da União Soviética (por exemplo, o NKVD, o KGB e o GRU). Iniciado quando a União Soviética era aliada dos EUA, o programa continuou durante a Guerra Fria, quando era considerada inimiga.
Durante os 37 anos de duração do projeto Venona, o Signal Intelligence Service descriptografou e traduziu aproximadamente 3 000 mensagens. O rendimento de inteligência de sinais incluiu a descoberta do anel de espionagem Cambridge Five no Reino Unido e espionagem soviética do Projeto Manhattan nos EUA. Parte da espionagem foi realizada para apoiar o projeto soviético da bomba atômica. O projeto Venona permaneceu em segredo por mais de 15 anos após sua conclusão. Algumas das mensagens soviéticas decodificadas não foram desclassificadas e publicadas pelos Estados Unidos até 1995.